# Malummeh
Malummeh war eine finnische Melodic-Death-Metal- und Metalcore-Band aus Helsinki, die 2004 gegründet wurde und sich nach einer Umbenennung in Kuria im Jahr 2013 auflöste.

## Geschichte
Die Band wurde im Jahr 2004 gegründet, jedoch erst im Sommer des Folgejahres legte sich die Band mit Marko Niemistö auf einen permanenten Sänger fest. Neben ihm bestand die Besetzung aus den Gitarristen Mikaeel Kiikka und Jaakko Eskelinen, dem Bassisten Ville Nordensved und dem Schlagzeuger Valtteri Kallio. 2005 und 2006 folgten mit Turning Point und Rape, Repeat, Despise die ersten beiden Demos. Daraufhin unterzeichnete die Gruppe 2006 einen Plattenvertrag bei Spinefarm Records. Gegen Ende des Jahres nahm die Band am Spinfeast Festival in Helsinki teil. Über das Sublabel Spikefarm Records wurde im Folgejahr das Debütalbum Revival veröffentlicht. Im Juni 2011 benannte sich die Band in Kuria um. Im folgenden Jahr erschien die EP Ei Pitkänä. 2013 löste sich die Gruppe auf.

## Stil
Mike Borrink vom Rock Hard schrieb, dass Revival zwar durchaus „heavy“ ist, da die Gruppe jedoch kein eigenständiges Songwriting betreibe, sondern sich nur an Banalitäten aus Melodic Death Metal und Metalcore bediene, fühlte er sich gelangweilt. Stendahl von Metal.de zog beim Hören des Albums Vergleiche zu Mors Principium Est, Enter My Silence und Amoral, da diese Bands ebenfalls Wert auf Groove, eingängige Refrains mit Growling und „permanent holzende, ackernde Gitarren“ legen würden. Die Aggression, und weniger die Verspieltheit, würde sich Malummeh mit Children of Bodom teilen. Gemeinsamkeiten zum Metalcore habe er nur selten herausgehört. Gunnar Sauermann vom Metal Hammer beschrieb die Musik der Band als Technical Death Metal mit Hang zum Metalcore.

## Diskografie

### Als Malummeh
- 2005: Turning Point (Demo, Eigenveröffentlichung)
- 2006: Rape, Repeat, Despise (Demo, Eigenveröffentlichung)
- 2007: Revival (Album, Spikefarm Records)

### Als Kuria
- 2012: Ei Pitkänä (EP, Eigenveröffentlichung)